# La memoria del killer
La memoria del killer è un romanzo poliziesco dello scrittore statunitense James Patterson e fa parte di una serie di romanzi sul detective Alex Cross.

## Trama
L'ex partner di Alex Cross, John Sampson, gli chiede di indagare sul caso di uno stupratore seriale a Georgetown con somiglianze con un caso su cui hanno lavorato insieme prima. Il caso finisce per avere un legame con la morte della moglie di Cross, Maria.

## Edizioni
- James Patterson, La memoria del killer, 2010, pagine 284, Longanesi (La Gaja Scienza)